# Železniční trať Ružomberok – Korytnica kúpele
Železniční trať Ružomberok – Korytnica-kúpele je zrušená slovenská úzkorozchodná železniční trať, která spojovala Ružomberok s lázeňskou obcí Korytnica (dnes součást Liptovské Osady). Její rozchod byl 760 milimetrů a v provozu byla mezi roky 1908 a 1974. Podle původních plánů měla vést z Ružomberka, který ležel na Košicko-bohumínské dráze, až do Banské Bystrice. Společnost Mandel a Révész však postavila pouze úsek do Korytnice dlouhý 23,564 kilometru. Je veden údolím říčky Revúce a Korytnickou dolinou. K uvedení tratě do provozu došlo 5. června 1908 a provoz na ní až do roku 1921 zajišťovala Košicko-bohumínská dráha, která však byla toho roku vystřídána Československými státními drahami. Vlaky po trati jezdily až do 28. září 1974, kdy došlo k zastavení provozu a těleso trati bylo rozebráno, aby ustoupilo rozvíjející se automobilové dopravě.

## Lokomotivy a železniční vozy

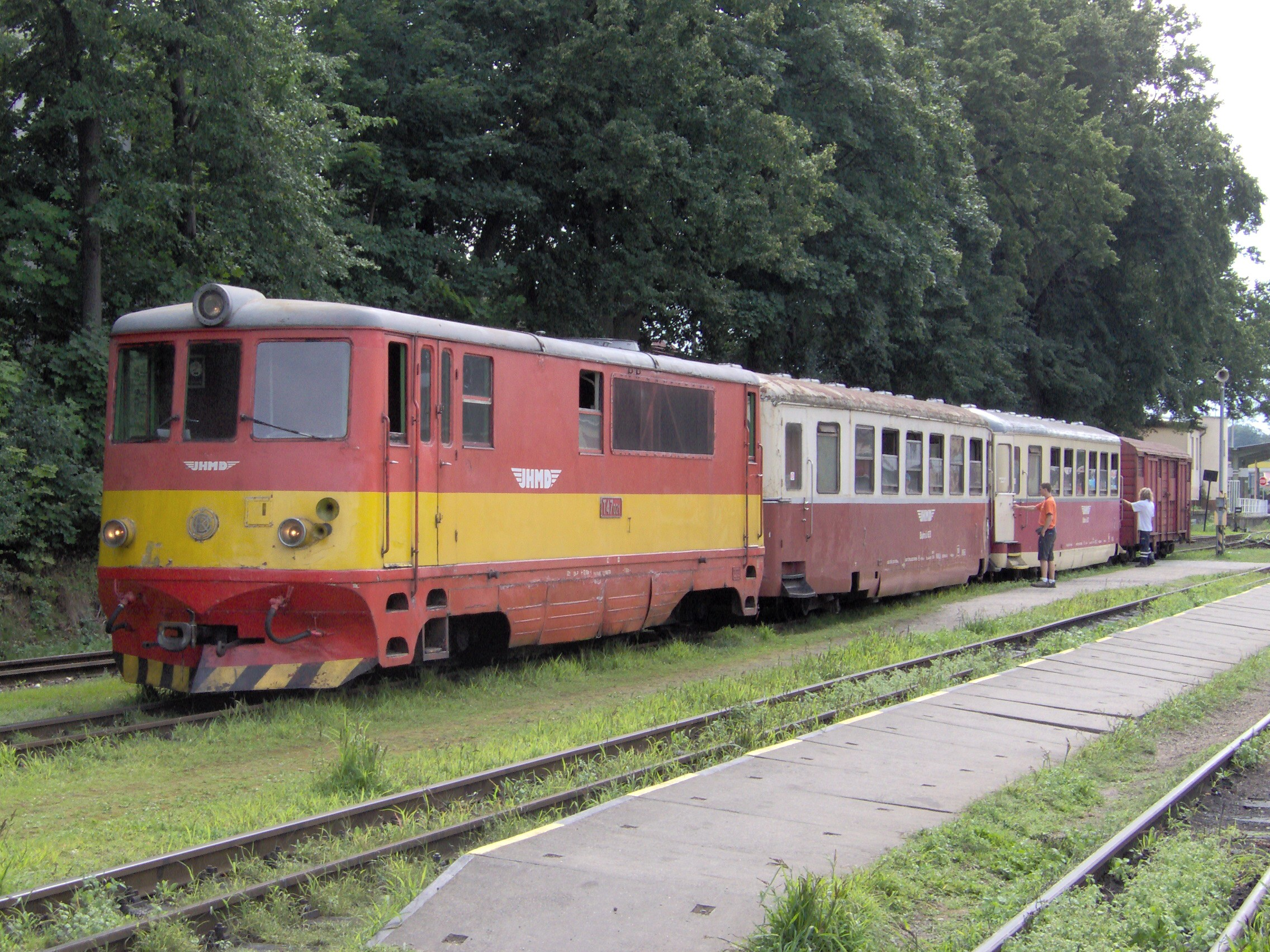
Vlak s lokomotivou T 47.021 v Jindřichově Hradci. Tento stroj byl původně provozován na trati Ružomberok – Korytnica-kúpele.

První tři lokomotivy pro trať vyrobila firma MÁVAG z Budapešti (dnes Maďarsko). Ty však byly během první světové války odvezeny pro potřeby Heeresfeldbahn a sloužily jak na železniční trati Gardena Fleimstalbahn, tak pro vojenské přepravy v Předních Dolomitech. Po skončení války zůstaly tyto lokomotivy v italském Tyrolsku a italské dráhy je provozovaly na trati z Mori přes Arco do Rivy v autonomní provincii Trentino na severu země.
Vlaky na ružomberské trati tak musely být tahány lokomotivami z Borzsatalské dráhy (na dnešní Ukrajině). Následně se na trati objevily lokomotivy kkStB řady U, které se používaly až do roku 1959. Od padesátých let dvacátého století však již byly doplňovány a postupně nahrazovány motorovými lokomotivami řady TU 47.0. Pro osobní dopravu se tehdy pořídilo deset nových vagónů typu Balm/ú vyrobených ve společnosti ČKD Tatra.
Parní lokomotiva U 37.006 je coby památník umístěna v parku před železniční stanicí v Ružomberku.